# Colin (poisson)
Pour les articles homonymes, voir Colin.
Pour l’article ayant un titre homophone, voir Collin.
Colin est un nom vernaculaire ambigu en français, pouvant désigner plusieurs espèces différentes de poissons Gadiformes. Ce nom vernaculaire est aussi à la base de plusieurs noms normalisés ou de noms vulgaires créés pour la nomenclature scientifique en français. Ils sont souvent confondus dans le langage commun en tant que noms commerciaux donnés à divers poissons blancs sur les étals, tels le merlu ou le lieu noir.

## Noms français et noms scientifiques correspondants
Liste alphabétique des noms vulgaires ou des noms vernaculaires attestés en français.
Note : certaines espèces ont plusieurs noms et, les classifications évoluant encore, certains noms scientifiques ont peut-être un autre synonyme valide. 
- Colin - merlu commun (Merluccius merluccius)[2],[3], lieu jaune (Pollachius pollachius)[2] et lieu noir (Pollachius virens)[2],[4]
- Colin d'Alaska - Theragra chalcogramma[5]
- Colin lieu - appellation commerciale d'un lieu noir (ou colin noir) surgelé[5]
- Colin de Noruega - Theragra finnmarchica[réf. nécessaire]
- Colin noir - lieu noir Pollachius virens[3],[4]
- Colineau, colinet - un petit lieu noir[3],[1].

On rencontre aussi, bien qu'ils ne soient pas des Gadiformes, mais des Perciformes :
- le colin antarctique : légine australe (Dissostichus eleginoides)[3]
- le colin de Kerguelen - Notothenia rossii[réf. nécessaire]